# Catherine-Joseph-Ferdinand Girard de Propiac
Catherine-Joseph-Ferdinand Girard de Propiac, född omkring 1760 i Dijon, död den 1 november 1823 i Paris, var en fransk skriftställare och tonsättare.
Propiac emigrerade 1791 och tjänade under prinsen av Condé. Mot slutet av sitt liv var han arkivarie i Seinedepartementet. Propiac skrev romaner och utförde översättningar. Han komponerade flera komiska operor, vilka från 1787 till 1790 gavs i Paris.